# Liste der Naturdenkmale in Waldböckelheim
Die Liste der Naturdenkmale in Waldböckelheim nennt die im Gemeindegebiet von Waldböckelheim ausgewiesenen Naturdenkmale (Stand 7. März 2024).

## Naturdenkmale
| Nr.         | Bezeichnung | Lage                                                    | Beschreibung | Bild                                    |
| ----------- | ----------- | ------------------------------------------------------- | ------------ | --------------------------------------- |
| ND-7133-396 | Eiche       | nordwestlich des Ortes; Abteilung An der Jagdhütte Lage | Quercus sp.  | Direkt Bild zu diesem Denkmal hochladen |

## Ehemalige Naturdenkmale
| Nr. | Bezeichnung | Lage                                                  | Beschreibung                                 | Bild                                    |
| --- | ----------- | ----------------------------------------------------- | -------------------------------------------- | --------------------------------------- |
|     | Runde Buche | nordwestlich des Ortes; Abteilung An der Runden Buche | Fagus sylvatica; Rechtsverordnung aufgehoben | Direkt Bild zu diesem Denkmal hochladen |